# Marciano di Iconio
Marciano (... – ...) è venerato come santo e martire da tutte le Chiese che ammettono il culto dei santi.

## Biografia e culto
Non si conosce nulla di questo santo, se non quello che dicono i sinassari bizantini, che lo commemorano l'11 luglio. Dopo aver subito diversi supplizi, fu decapitato a Iconio, in Licaonia, al tempo del governatore Perinio o Perennio. Ignota è l'epoca del suo martirio.
Secondo Hippolyte Delehaye, questo santo potrebbe essere identificato con l'omonimo santo di Tomis ricordato il 10 luglio nel Martirologio siriaco e nel Martirologio geronimiano.
Il martirologio romano ricorda questo martire con le seguenti parole:
(Martirologio Romano. Riformato a norma dei decreti del Concilio ecumenico Vaticano II e promulgato da papa Giovanni Paolo II, Città del Vaticano, 2004, p. 534)